# Momo (mitologia)
Momo (dal greco μῶμος, momos = biasimo) è una figura della mitologia greca, figlio della Notte (Nyx).
Cicerone lo dice figlio della Notte e di Ipno (Hypnos). Era rappresentato come un omino calvo e minuto, senza vestiti e con in mano una maschera e un bastone.
Secondo Esiodo personificava il sarcasmo e la mania di censurare.
Secondo una tradizione fu Momo a criticare Zeus quando il padre degli dei voleva distruggere l'umanità con fulmini e inondazioni, convincendolo, invece, a favorire il matrimonio di Teti e Peleo, che avrebbe portato alla fine dell'età degli eroi.
Secondo un mito fu invitato da Zeus, Atena e Prometeo e far da giudice su chi di loro avesse fatto la miglior invenzione; Zeus presentò il toro, Atena la casa e Prometeo l'uomo, ma Momo ritenne che a ognuno mancasse qualche cosa: infatti il toro aveva le corna poste non sopra gli occhi, ma ai lati della testa, rendendo più difficile colpire il bersaglio, la casa non era trasportabile e all'uomo mancava un modo per vedere nel proprio cuore e nei propri sentimenti.
Gli dei, infine, si stancarono della sua indole troppo burlesca e lo scacciarono dall'Olimpo: Zeus lo avrebbe cacciato dall'Olimpo dopo che Momo aveva aspramente criticato un animale creato dal re degli dei.